# Sun Peng
Sun Peng (chiń. upr. 孙鹏; chiń. trad. 孫鵬; pinyin Sūn Péng; ur. 19 października 1983 w Liaoning) – chiński tenisista.

## Kariera tenisowa
W swojej sportowej karierze Peng wygrał trzy turnieje kategorii ITF Men's Circuit w grze pojedynczej.
W 2008 roku uczestniczył w igrzyskach olimpijskich w Pekinie, odpadając z rywalizacji singlowej w I rundzie.
W latach 2003–2008 Peng reprezentował Chiny w Pucharze Davisa grając łącznie w 18 meczach, z których w 7 zwyciężył.
W rankingu gry pojedynczej Peng najwyżej był na 290. miejscu (25 lipca 2005), a w klasyfikacji gry podwójnej na 670. pozycji (2 sierpnia 2004).